# Chorizopora spinosa
Chorizopora spinosa är en mossdjursart som beskrevs av James Barrie Kirkpatrick 1890. Chorizopora spinosa ingår i släktet Chorizopora och familjen Chorizoporidae. Inga underarter finns listade i Catalogue of Life.